# Squarepusher
Squarepusher is het pseudoniem van de Britse muzikant Thomas Russell Jenkinson (Chelmsford, Essex, 17 januari 1975), die vooral bekend is van zijn elektronische muziek en die onder contract staat bij Warp Records. Hij is eveneens actief onder de namen Chaos A.D., The Duke of Harringay en richtte de virtuoze band Shobaleader One op, waarmee hij onder andere squarepusher nummers live speelt.
Squarepusher is gespecialiseerd in de elektronische-muziekgenres drum and bass, musique concrète (meer digitaal gesampled dan op tape) en acid house. Zijn muziek heeft vaak een jazzachtige sfeer.

## Uitrusting
Voor 2000 werkte Squarepusher op een BOSS DR-660-drumcomputer, die eigenlijk niet bedoeld was om hele nummers op te maken. Hij gebruikte voor de elektronische muziek King Tubby-style reverbs en Akai-samplers (950 voor zijn eerdere muziek, en de s6000 later).
Rond het jaar 2000 kocht Squarepusher een computer met Reaktor (Native Instruments) en een Eventide Orville voor digital processing. Squarepusher beweert meer over zijn muziekuitrusting te weten dan de fabrikanten van de producten zelf.
Bovendien is hij ook bassist, een talent dat hij ook met zijn digitale muziek mengt.

## Discografie

### Albums
| Album met hitnotering(en) in de Vlaamse Ultratop 200 albums | Datum van verschijnen | Datum van binnenkomst | Hoogste positie | Aantal weken | Opmerkingen               |
| ----------------------------------------------------------- | --------------------- | --------------------- | --------------- | ------------ | ------------------------- |
| Crot EP                                                     | 1994                  | -                     |                 |              | als Tom Jenkinson / ep    |
| Stereotype EP                                               | 1994                  | -                     |                 |              | als Tom Jenkinson / ep    |
| Conumber E:P                                                | 1995                  | -                     |                 |              | ep                        |
| Alroy road tracks                                           | 1995                  | -                     |                 |              | als The Duke of Harringay |
| Squarepusher plays...                                       | 1996                  | -                     |                 |              | ep                        |
| Feed me weird things                                        | 03-06-1996            | -                     |                 |              |                           |
| Port rhombus EP                                             | 01-07-1996            | -                     |                 |              | ep                        |
| Hard normal daddy                                           | 28-04-1997            | -                     |                 |              |                           |
| Big loada                                                   | 21-07-1997            | -                     |                 |              | ep                        |
| Burningn'n tree                                             | 10-11-1997            | -                     |                 |              |                           |
| Buzz caner                                                  | 25-05-1998            | -                     |                 |              |                           |
| Music is rotted one note                                    | 12-10-1998            | -                     |                 |              |                           |
| Budakhan mindphone                                          | 01-03-1999            | -                     |                 |              |                           |
| Maximum priest E.P.                                         | 19-07-1999            | -                     |                 |              | ep                        |
| Selection sixteen                                           | 08-11-1999            | -                     |                 |              |                           |
| Go plastic                                                  | 25-06-2001            | -                     |                 |              |                           |
| Do you know Squarepusher                                    | 30-09-2002            | -                     |                 |              |                           |
| Square window                                               | 08-03-2004            | -                     |                 |              | ep                        |
| Ultravisitor                                                | 08-03-2004            | -                     |                 |              |                           |
| Venus no. 17                                                | 12-07-2004            | -                     |                 |              | ep                        |
| Hello everything                                            | 16-10-2006            | -                     |                 |              |                           |
| Just a souvenir                                             | 27-10-2008            | -                     |                 |              |                           |
| Numbers lucent                                              | 19-01-2009            | -                     |                 |              | ep                        |
| Solo electric bass 1                                        | 17-08-2009            | -                     |                 |              |                           |
| Shobaleader one: d'Demonstrator                             | 18-10-2010            | -                     |                 |              |                           |
| Ufabulum                                                    | 11-05-2012            | 26-05-2012            | 83              | 4*           |                           |

### Singles
| Single met eventuele hitnotering(en) in de Nederlandse Top 40 | Datum van verschijnen | Datum van binnenkomst | Hoogste positie | Aantal weken | Opmerkingen |
| ------------------------------------------------------------- | --------------------- | --------------------- | --------------- | ------------ | ----------- |
| Vic acid                                                      | 31-03-1997            | -                     |                 |              |             |
| My red hot car                                                | 21-05-2001            | -                     |                 |              |             |

- Bibsys: 5090376
- Bibliothèque nationale de France: cb140243467 (data)
- CiNii: DA15642351
- Gemeinsame Normdatei: 135127319
- International Standard Name Identifier: 0000 0001 2026 0529
- Library of Congress Control Number: no2002088368
- MusicBrainz: bd382dfb-881d-46de-b565-05b2fe158b06
- Système universitaire de documentation: 132232383
- Virtual International Authority File: 54345791
- WorldCat: E39PBJkp93DmvKbm73BVvQFMyd